# Puente del Diablo (San Miguel de Pedroso)
El puente del Diablo es un puente situado cerca de la localidad burgalesa de San Miguel de Pedroso (España), sobre el río Tirón.
El puente permite la entrada desde la carretera de Pradoluengo a Belorado (BU-P-8104) al pueblo de San Miguel y a la bifurcación que conduce al pueblo de Puras de Villafranca.
Fue construido originalmente en 1909. Pero el actual es de hormigón armado con dos ojos. Bajo él se encuentran unas pozas muy adecuadas para el baño en épocas estivales. 

## Mitos y leyendas
Cuenta la leyenda que el puente fue muy costoso de construir ya que cada vez que se acababan las obras las crecidas del río lo desmoronaban. Los obreros acabaron llamándolo Puente del Diablo. 
Se dice que seres mitológicos con pies de pato y cuerpo de mujer habitan en las proximidades del puente.
- Datos: Q3397440